# پنجه‌گرگی آلاسکا
پنجه‌گرگی آلاسکا (نام علمی: Diphasiastrum sitchense) نام یک گونه از تیره پنجه‌گرگیان است.
این خزه گونه بومی شمال آمریکای شمالی و شمال شرقی آسیا است و در مراتع کوهستانی باز و سنگلاخ می‌روید.